# Valeuil
Valeuil est une ancienne commune française située dans le département de la Dordogne, en région Nouvelle-Aquitaine.
Au 1er janvier 2019, elle est intégrée à la commune nouvelle (élargie) de Brantôme en Périgord en tant que commune déléguée.

## Géographie

### Généralités
Petite commune déléguée de 18,50 km2 du pays Périgord vert située entre Brantôme et Bourdeilles, Valeuil est traversée par la Dronne, principal affluent de l'Isle. En deux endroits et sur plusieurs centaines de mètres, celle-ci forme la limite communale avec Brantôme au nord et Bourdeilles au nord-ouest.
L'altitude minimale, 92 mètres, se situe au nord-ouest, en amont du barrage du Capinet, là où la Dronne quitte le territoire communal et continue sur celui de Bourdeilles. L'altitude maximale avec 237 mètres est atteinte au sud-est, au niveau du château d'eau situé à l'ouest du lieu-dit Bourland.
Desservi par la route départementale 78 en rive gauche de la Dronne, le bourg de Valeuil est situé, en distances orthodromiques, quatre kilomètres au sud-ouest de Brantôme et dix-neuf kilomètres au nord-ouest de Périgueux.
La commune est également desservie par les routes départementales 106 au sud, 106E2 au nord-ouest et la 939 à l'est. Elle est traversée par deux sentiers de grande randonnée : le GR 36, qui chemine de Ouistreham, (Calvados), à Bourg-Madame (Pyrénées Orientales), et le GR 654 dit « voie de Vézelay » qui relie Namur en Belgique à Montréal-du-Gers dans le sud-ouest de la France.

### Communes limitrophes

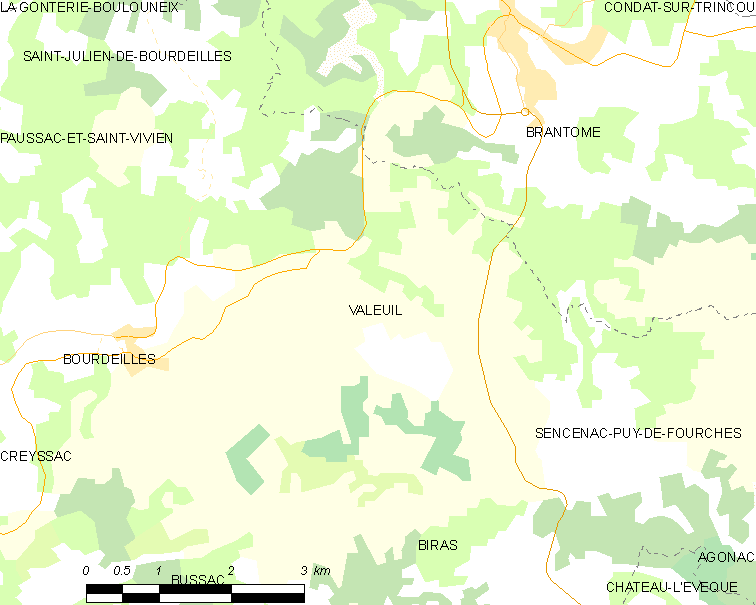
Carte de Valeuil et des communes avoisinantes en 2015, avant la création de la commune nouvelle de Brantôme en Périgord.

En 2018, année précédant son intégration à la commune nouvelle de Brantôme en Périgord, Valeuil était limitrophe de quatre autres communes.
|             | Brantôme en Périgord |                          |
| Bourdeilles | Valeuil              |                          |
|             | Biras                | Sencenac-Puy-de-Fourches |

## Urbanisme

### Prévention des risques
Un plan de prévention du risque inondation (PPRI) a été approuvé en 2014 pour la Dronne — qui traverse la commune du nord à l'ouest — à Valeuil, impactant ses rives, pouvant dépasser une largeur de 250 mètres à l'ouest du lieu-dit les Roussilloux,.

### Villages, hameaux et lieux-dits
Outre le bourg de Valeuil proprement dit, le territoire se compose d'autres villages ou hameaux, ainsi que de lieux-dits :
- Amenot
- les Andrivaux
- le Baconnet
- Barbazan
- Bas Meygnaud
- Beauroulet
- les Biards
- le Bost de Sarrazignac
- Bost Vieux
- Boulouze
- Bourland
- Charbonnier
- Chassereau
- les Chaupres
- la Chauterie
- les Cheyroux
- Combe Redonde
- la Croix Haute
- les Farges
- les Genêts
- la Gerbaudie
- Grands Bosts
- les Granges
- Haut Meygnaud
- les Jarthes
- Labrousse
- Laroche
- Larousselas
- Leymerigie
- Leypalou
- le Marcheix
- le Mas
- les Mathieux
- le Moulin des Gadeaux
- le Moulin de Valeuil
- les Partaux
- Puy-Hardy
- les Rades
- Ramefort
- les Roussilloux
- la Saboutie
- Sarrazignac
- la Serre
- le Tendrier
- les Terres Vieilles
- Vaures
- Verdelou
- le Vivier.

## Toponymie
Le nom du village provient du latin Avaloiolum, lequel est issu d'un mot composé gaulois : aballo-, désignant un pommier, et de ialo-n désignant une clairière et de là le village qui s'y est développé.
En occitan, la commune porte le nom de Valuelh.

## Histoire
Le 8 août 1356, durant la guerre de Cent Ans, le Prince noir et sa troupe s'arrêtent pour la nuit au château de Ramefort puis poursuivent, le lendemain, leur chevauchée en direction de Brantôme.
Au 1er janvier 2019, la commune fusionne avec six autres communes pour former la commune nouvelle (élargie) de Brantôme en Périgord. À cette date, les sept communes fondatrices deviennent communes déléguées.

## Politique et administration

### Rattachements administratifs et électoraux
La commune de Valeuil a été rattachée, dès 1790, au canton de Brantôme qui dépendait du district de Perigueux jusqu'en 1795, date à laquelle les districts sont supprimés. En 1801, le canton de Brantôme est rattaché à l'arrondissement de Périgueux.
En 2017, Valeuil est rattachée à l'arrondissement de Nontron,. En 2020, le canton de Brantôme prend le nom de canton de Brantôme en Périgord.

### Intercommunalité
Le 18 décembre 2001, la commune adhère à la communauté de communes du Brantômois. Celle-ci disparait le 31 décembre 2013, remplacée au 1er janvier 2014 par une nouvelle intercommunalité élargie : la communauté de communes Dronne et Belle.

### Administration municipale
La population de la commune étant comprise entre 100 et 499 habitants au recensement de 2011, onze conseillers municipaux ont été élus en 2014,. Ceux-ci sont membres d'office du conseil municipal de la commune nouvelle de Brantôme en Périgord, jusqu'au renouvellement des conseils municipaux français de 2020.

### Liste des maires puis maires délégués
| Période                                  | Période        | Identité                | Étiquette | Qualité                           |
| ---------------------------------------- | -------------- | ----------------------- | --------- | --------------------------------- |
| Les données manquantes sont à compléter. |                |                         |           |                                   |
|                                          |                |                         |           |                                   |
| (1882 ou avant)                          | 1884           | Villepontoux            |           | Adjoint faisant fonction de maire |
| mai 1884                                 | 1887           | Marc-Pierre Bost        |           |                                   |
| décembre 1887                            | 1888           | Denis Villepontoux      |           |                                   |
| 1888                                     | 1894           | Charles Rabier          |           |                                   |
| décembre 1894                            | décembre 1918  | (Pierre) Arthur Mercier |           |                                   |
| décembre 1919                            | (1930 ou 1931) | Charles Rabier          |           | Propriétaire                      |
| mars 1931                                | mai 1935       | André Champarnaud       |           | Propriétaire                      |
| mai 1935                                 | mai 1945       | Jean Veyry              |           | Cultivateur                       |
| mai 1945                                 | 1956           | Louis Augeix            |           | Agent d'assurance                 |
| octobre 1956                             | mars 1959      | Jean Mérigot            |           |                                   |
| mars 1959                                | 1983           | Jean Rabier             |           |                                   |
| mars 1983                                | juin 1995      | Guy Gironce             | DVD       |                                   |
| juin 1995                                | mars 2001      | Odette Bacharetie       |           |                                   |
| mars 2001                                | décembre 2018  | Pascal Mazouaud         | DVD       | Cadre bancaire                    |

| Période                          | Période  | Identité        | Étiquette | Qualité        |
| -------------------------------- | -------- | --------------- | --------- | -------------- |
| janvier 2019 (réélu en mai 2020) | En cours | Pascal Mazouaud | DVD       | Cadre bancaire |

### Instances judiciaires
Dans les domaines judiciaire et administratif, Valeuil relève :
- du tribunal d'instance, du tribunal de grande instance, du tribunal pour enfants, du conseil de prud'hommes, du tribunal de commerce et du tribunal paritaire des baux ruraux de Périgueux ;
- de la cour d'assises et du tribunal des affaires de Sécurité sociale de la Dordogne ;
- de la cour d'appel, du tribunal administratif et de la cour administrative d'appel de Bordeaux.

## Démographie
Les habitants de Valeuil se nomment les Valeuillais.
En 2018, dernière année en tant que commune indépendante, Valeuil comptait 330 habitants. À partir du XXIe siècle, les recensements des communes de moins de 10 000 habitants ont lieu tous les cinq ans (2006, 2011, 2016 pour Valeuil). Depuis 2006, les autres dates correspondent à des estimations légales.
Au 1er janvier 2022, la commune déléguée de Valeuil compte 339 habitants.
| 1793 | 1800 | 1806 | 1821 | 1831 | 1836 | 1841 | 1846 | 1851 |
| ---- | ---- | ---- | ---- | ---- | ---- | ---- | ---- | ---- |
| 650  | 631  | 667  | 661  | 728  | 719  | 728  | 785  | 781  |

| 1856 | 1861 | 1866 | 1872 | 1876 | 1881 | 1886 | 1891 | 1896 |
| ---- | ---- | ---- | ---- | ---- | ---- | ---- | ---- | ---- |
| 779  | 717  | 742  | 728  | 709  | 723  | 711  | 663  | 648  |

| 1901 | 1906 | 1911 | 1921 | 1926 | 1931 | 1936 | 1946 | 1954 |
| ---- | ---- | ---- | ---- | ---- | ---- | ---- | ---- | ---- |
| 625  | 667  | 672  | 572  | 567  | 541  | 507  | 456  | 400  |

| 1962 | 1968 | 1975 | 1982 | 1990 | 1999 | 2006 | 2011 | 2016 |
| ---- | ---- | ---- | ---- | ---- | ---- | ---- | ---- | ---- |
| 323  | 286  | 267  | 290  | 283  | 356  | 407  | 389  | 352  |

| 2018 | - | - | - | - | - | - | - | - |
| ---- | - | - | - | - | - | - | - | - |
| 330  | - | - | - | - | - | - | - | - |

## Économie
Les données économiques de Valeuil sont incluses dans celles de la commune nouvelle de Brantôme en Périgord.

## Culture locale et patrimoine

### Lieux et monuments

#### Patrimoine civil
- Château des Andrivaux, XIXe siècle[20].
- Château des Biards, XVIIIe siècle[21].
- Château des Granges, XIXe siècle[22].
- Château de Ramefort, XIIIe, XVe et XIXe siècles, inscrit au titre des monuments historiques en 1980 pour ses façades et toitures[23],[24].
- Dolmen de Laprougès (ou de Pierre-Rouille[25]), classé monument historique en 1960[26].
- Mégalithe des Coutoux, inscrit au titre des monuments historiques en 1962[27],[25].
- Les formations rocheuses particulières, le long de la route départementale 106E2.

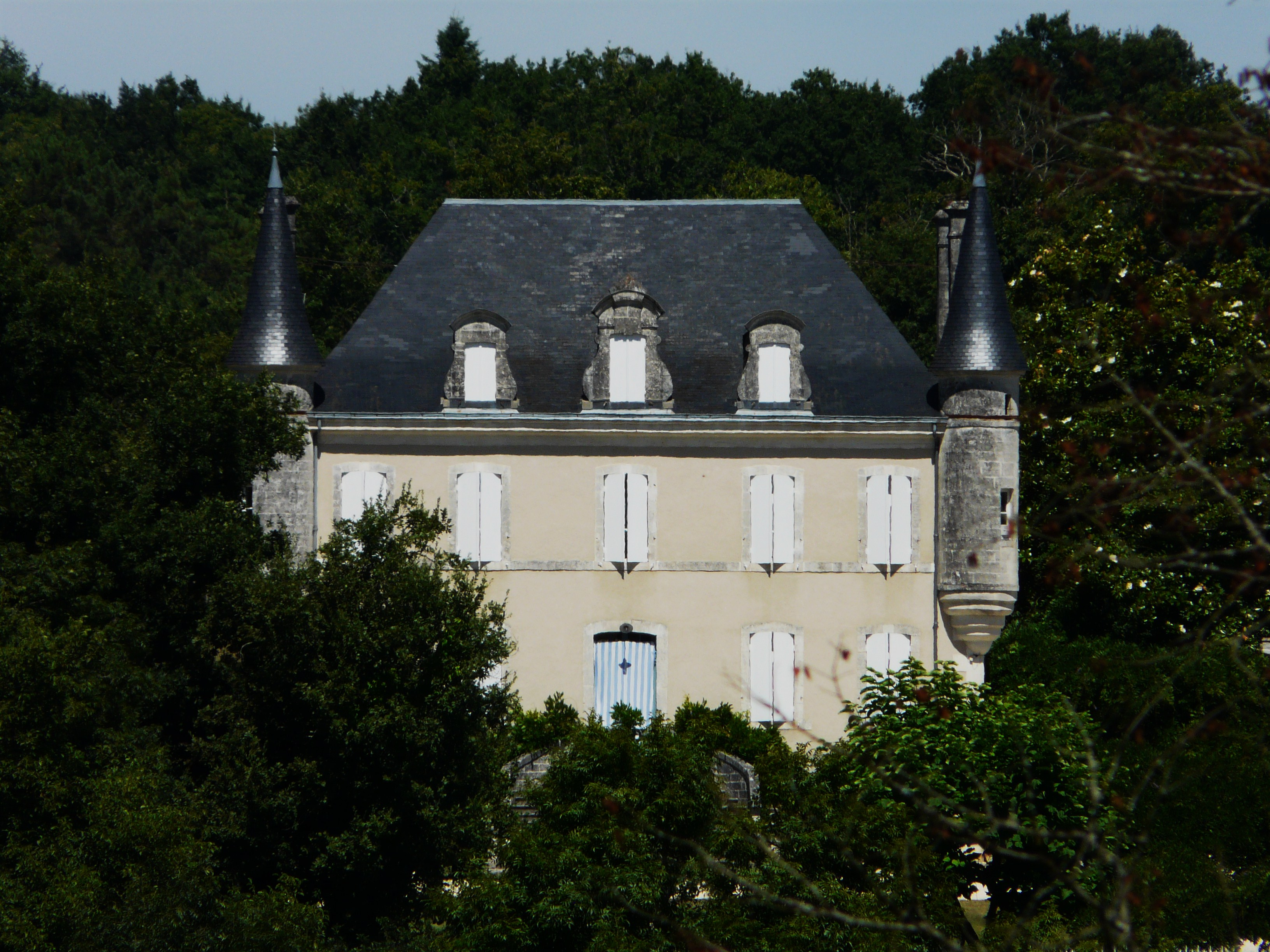
Le château des Andrivaux.
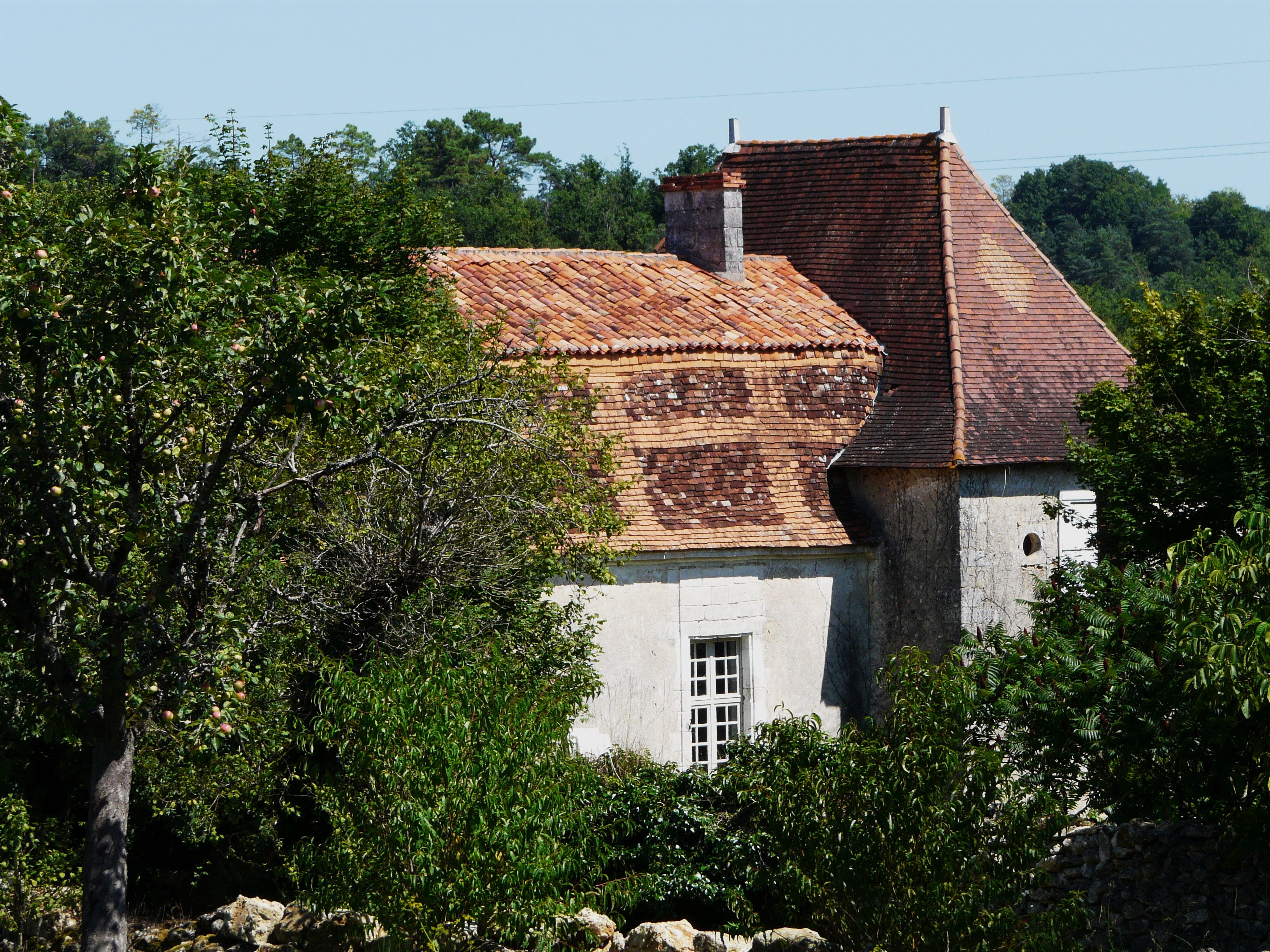
Le château des Biards.
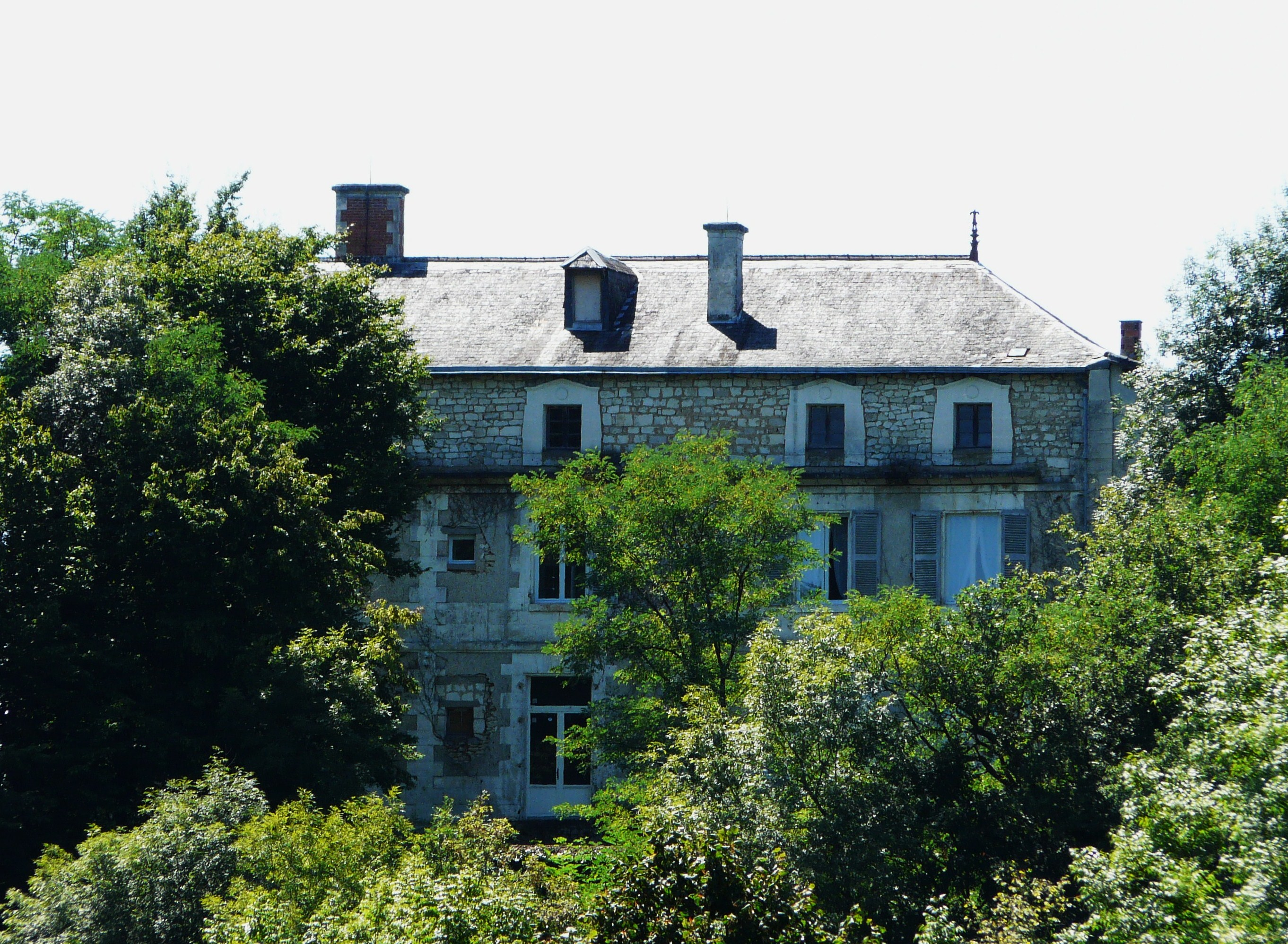
Le château des Granges.
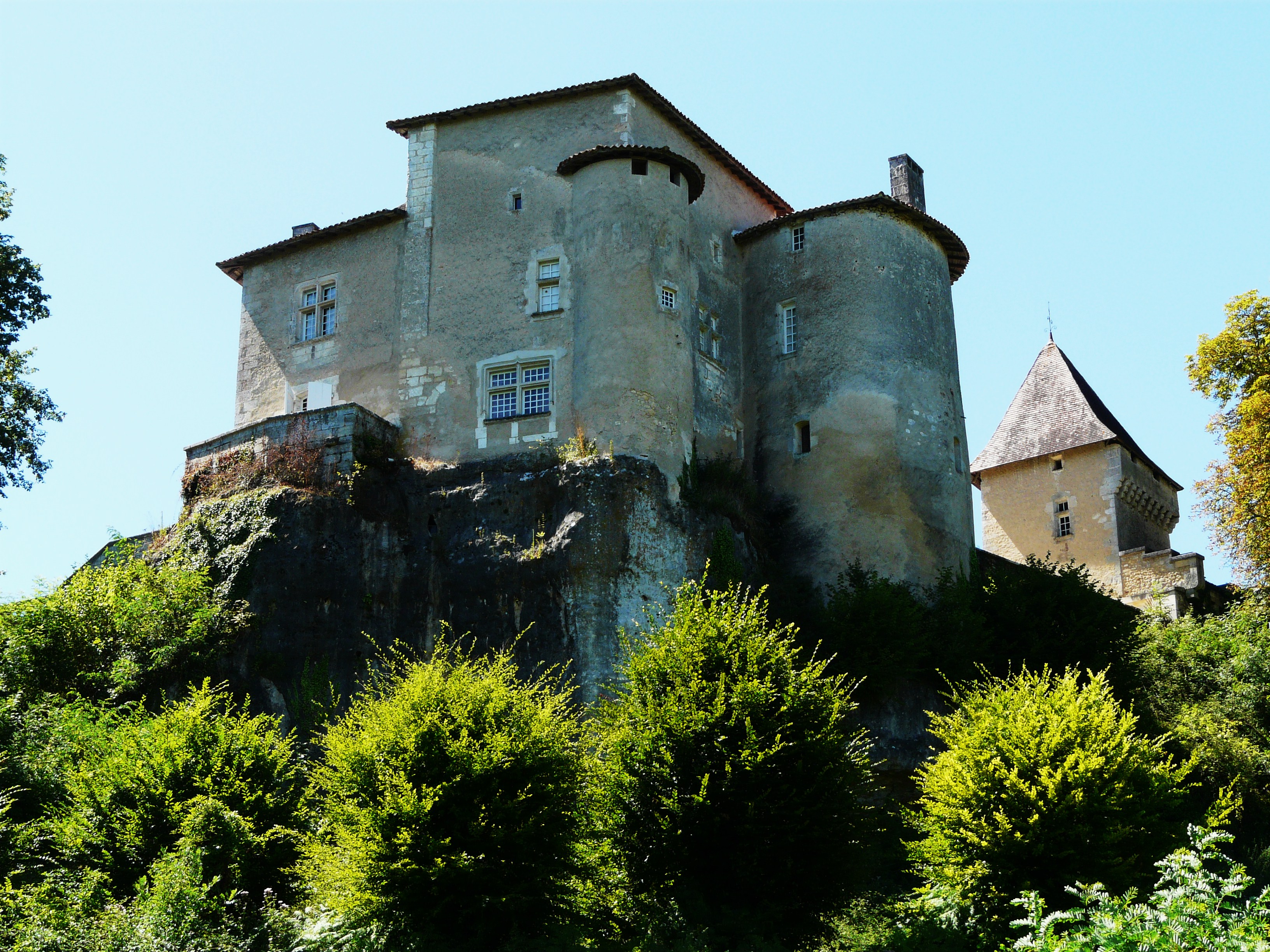
Le Château de Ramefort.
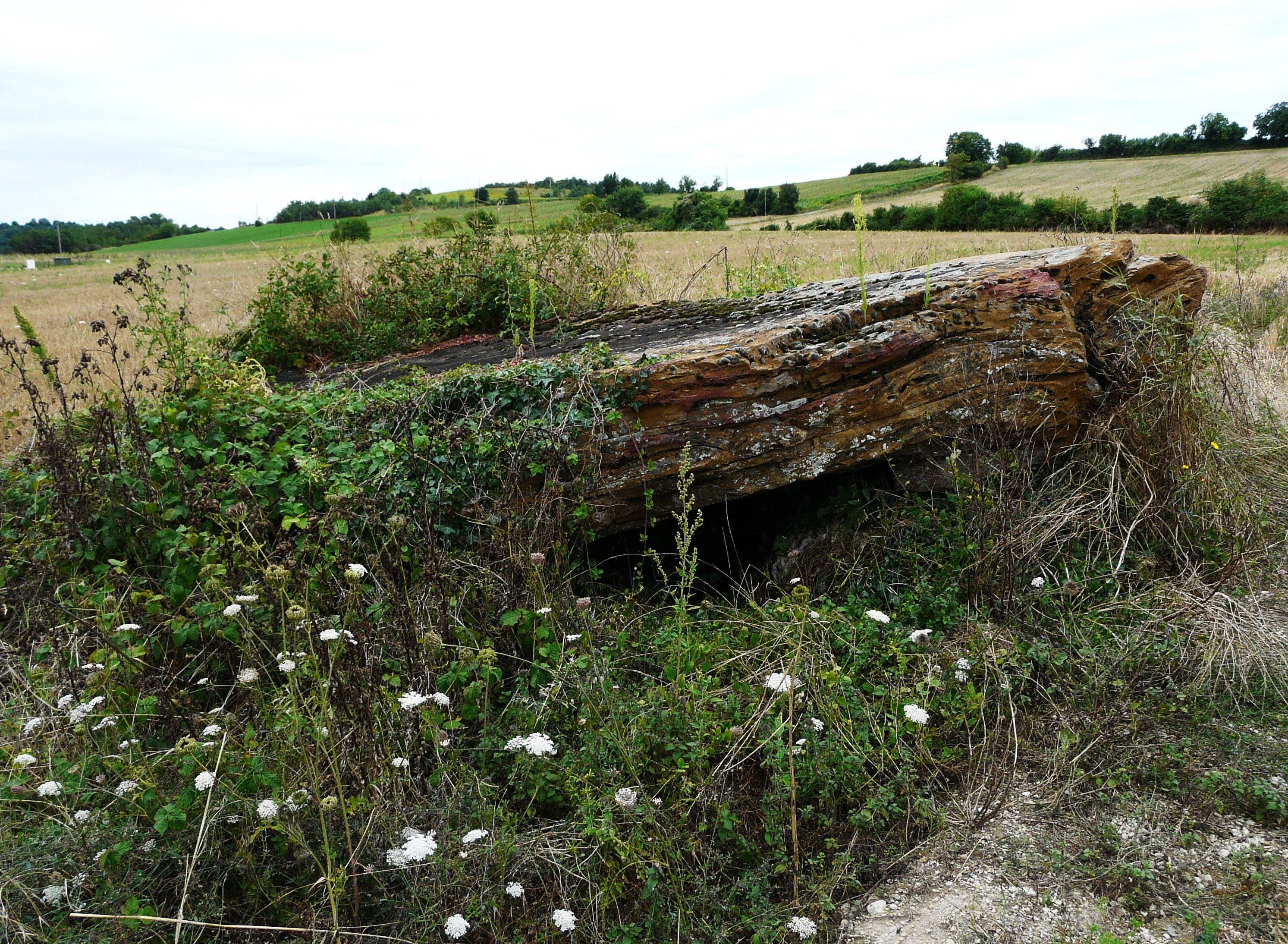
Le dolmen de Laprougès.
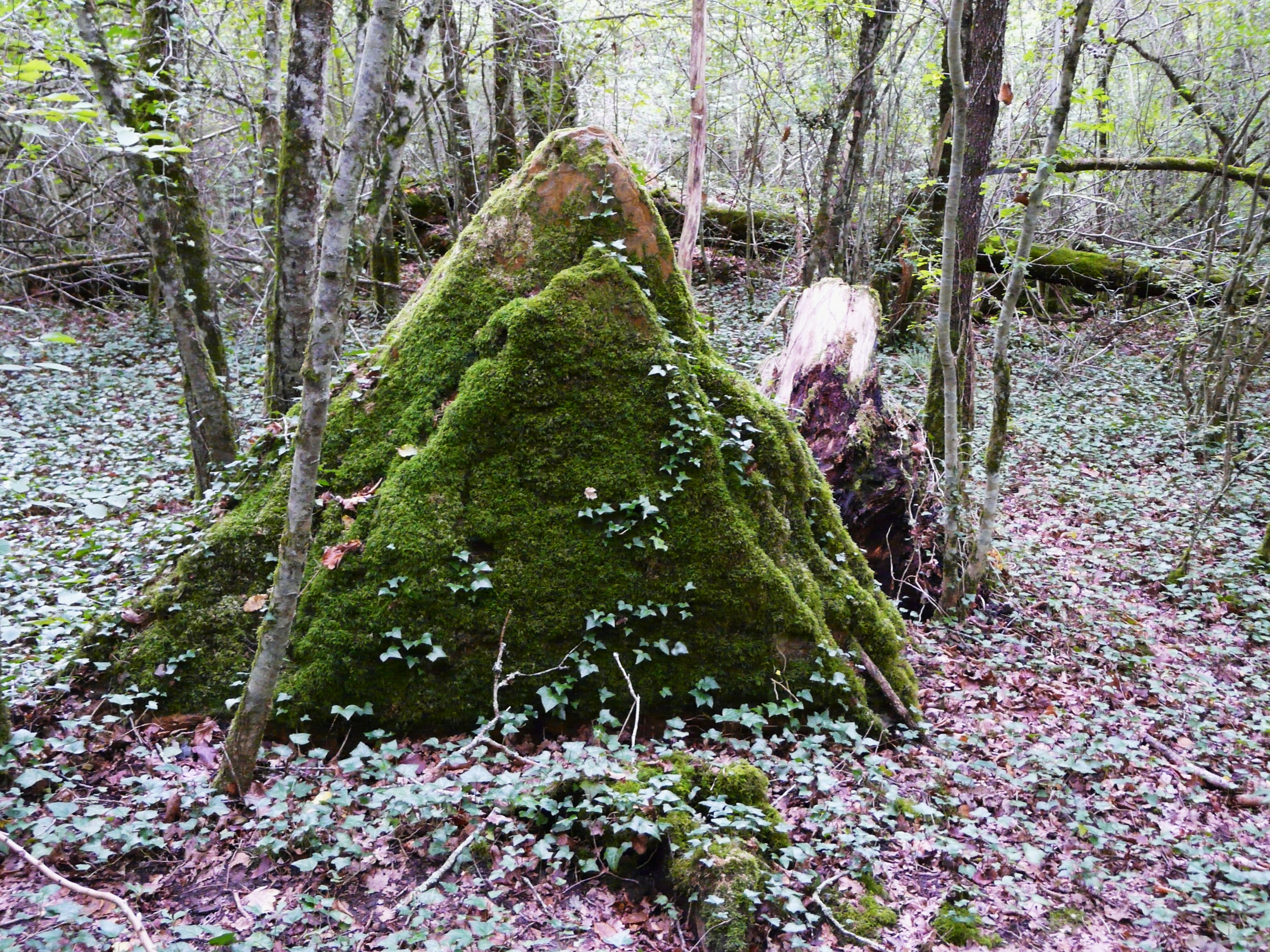
Le mégalithe des Coutoux.
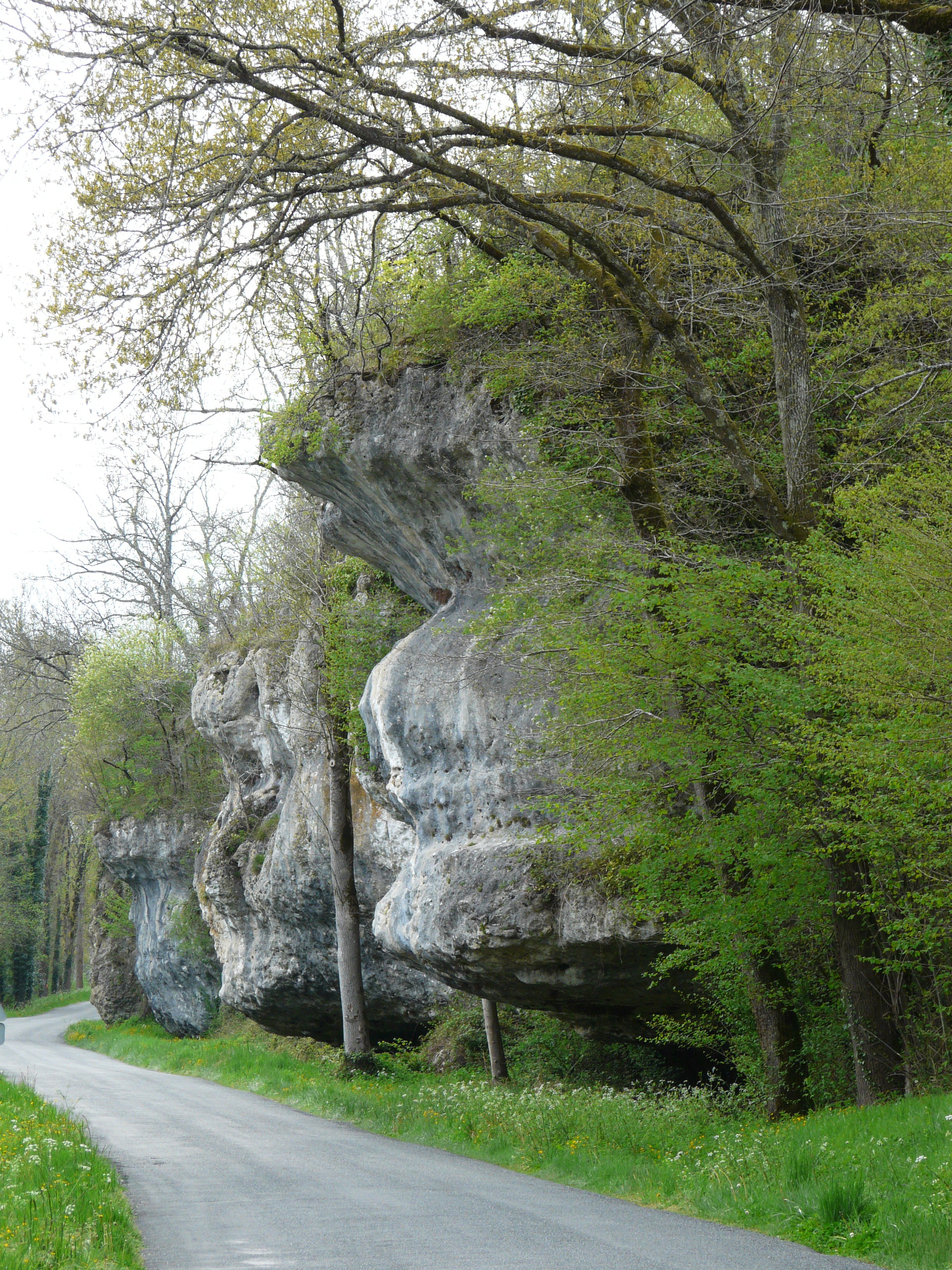
Les rochers le long de la RD 106E2.

#### Patrimoine religieux
- Église Saint-Pantaléon, XIIe et XVe siècles, avec deux nefs accolées, la principale romane et l'autre gothique, inscrite au titre des monuments historiques en 1974[28],[29].

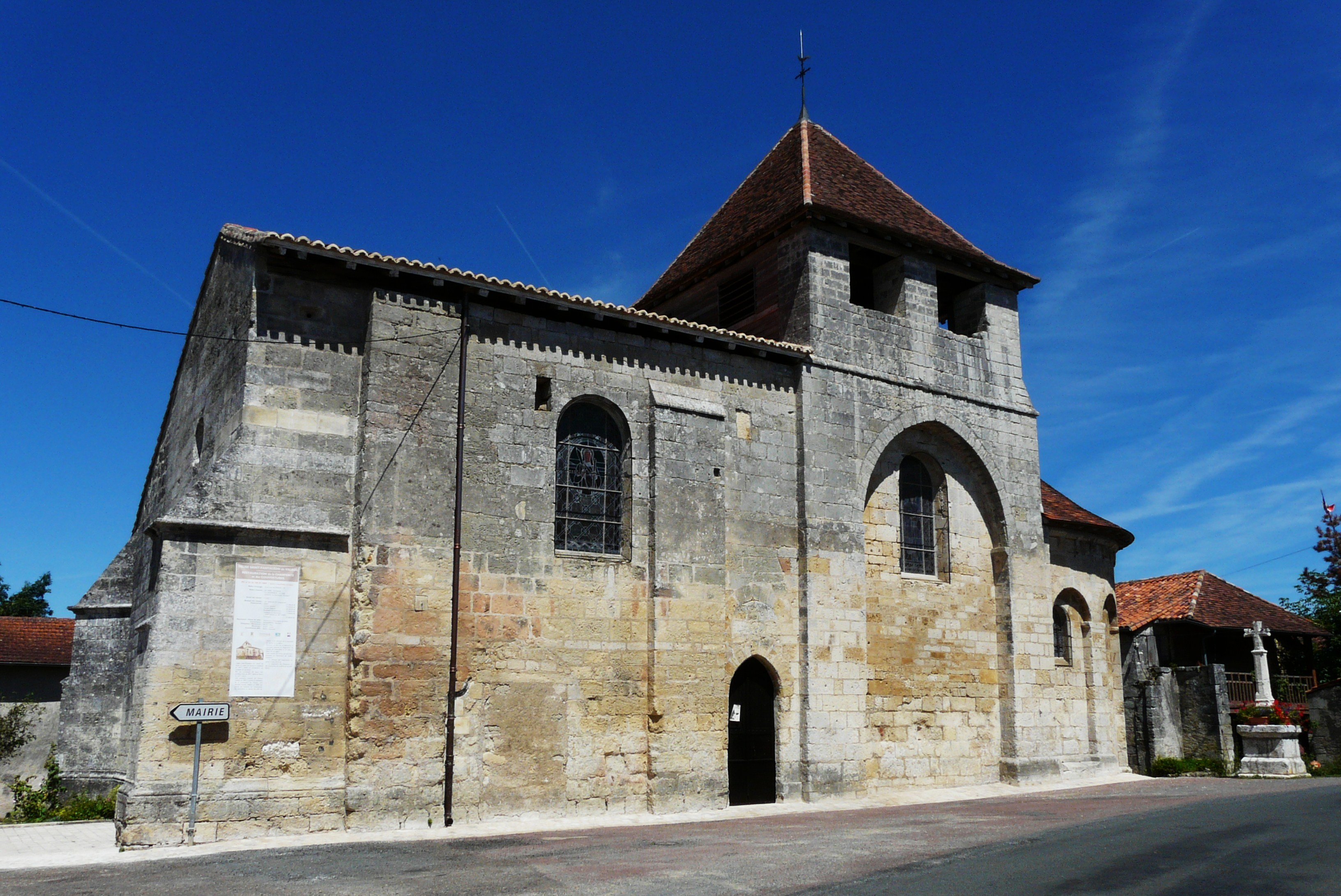
L'église Saint-Pantaléon.
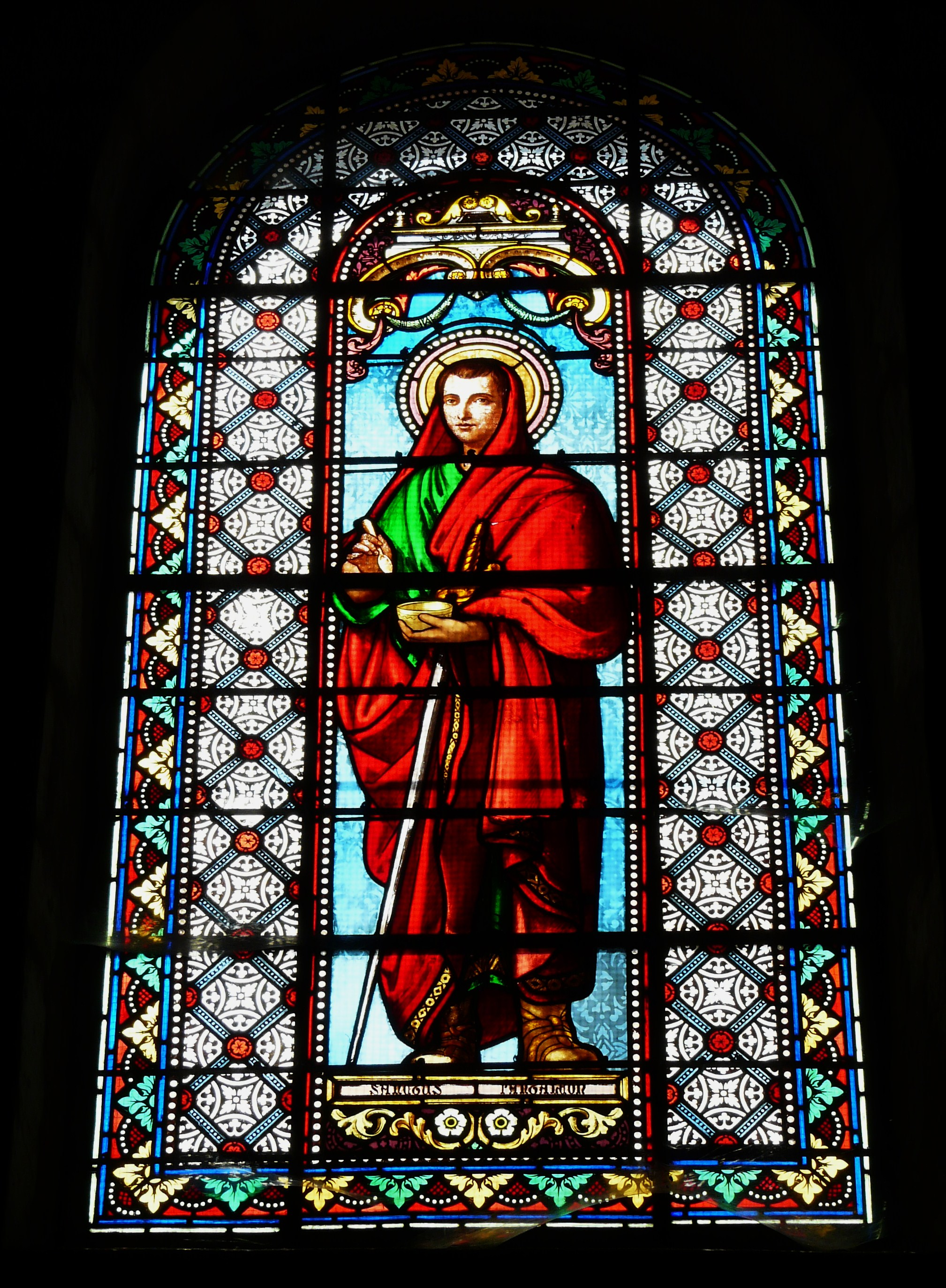
Vitrail représentant saint Pantaléon.
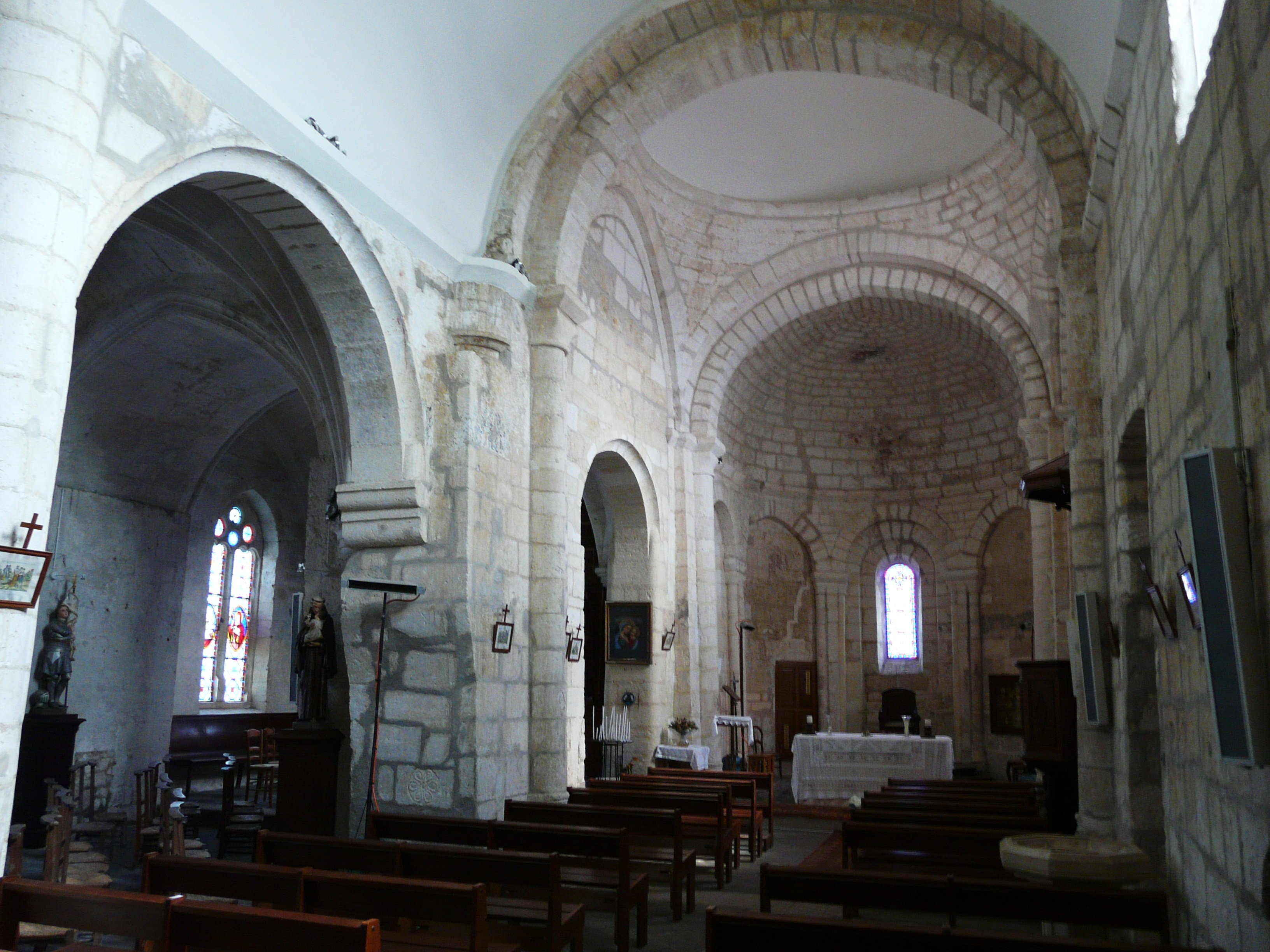
Les deux nefs, romane à droite, et gothique à gauche.
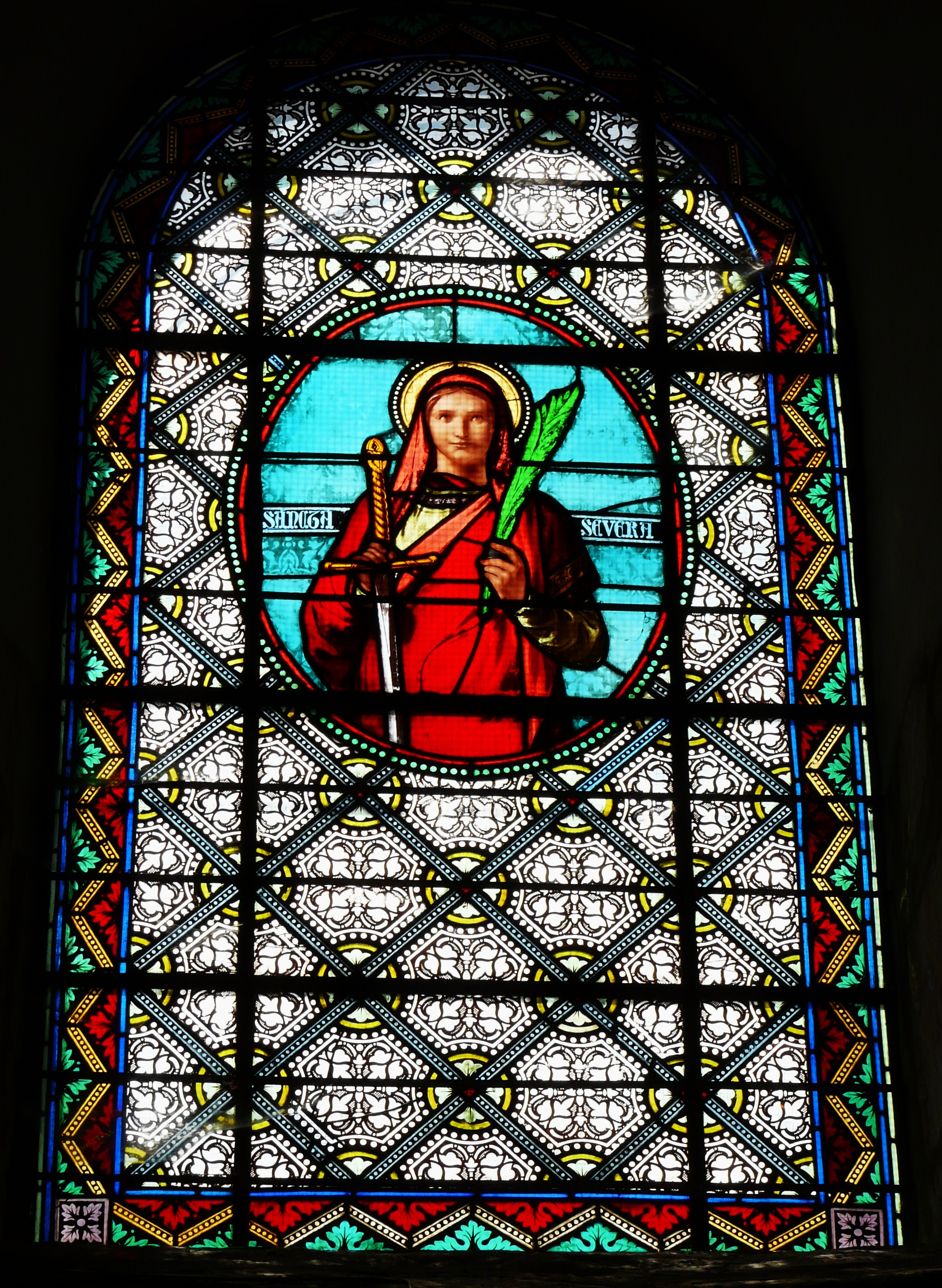
Vitrail représentant sainte Sévère.

### Héraldique
| Blason de Valeuil | Blason  | D’or au pommier au naturel, terrassé de sinople, fruité de douze pièces de gueules, au chef d’azur chargé d’une croisette du champ. |
| Blason de Valeuil | Détails | Le statut officiel du blason reste à déterminer.                                                                                    |